# Dutch Windmills in het seizoen 2018-19
Het seizoen 2018–19 is het eerste seizoen van de Nederlandse basketbalclub Dutch Windmills in de Eredivisie. 

## Team
Ex-NBA-prof Geert Hammink is de eerste hoofdcoach van de Dutch Windmills. Hij wordt geassisteerd door zijn zoon Ryan. Floris Versteeg was de eerste speler ooit die gecontracteerd werd door de Windmills.

### Diepte van de Bank
| Pos. | Startende 5     | Bank              |  |  |  |
| ---- | --------------- | ----------------- |  |  |  |
| C    | Bennet Koch     | Jito Kok          |  |  |  |
| PF   | Shavon Coleman  | Floris Versteeg   |  |  |  |
| SF   | Pim de Vries    | Hidde Roessink    |  |  |  |
| SG   | Ryan Richardson | Stefan Topalovic  |  |  |  |
| PG   | Alec Wintering  | Roel van Overbeek |  |  |  |

### Transfers
| \| Speler \| Komt van \| \| ----------------- \| -------------------------- \| \| Bennet Koch \| Northern Iowa Panthers \| \| Shavon Coleman \| Amicale \| \| Pim de Vries \| New Heroes Basketball \| \| Floris Versteeg \| ZZ Leiden \| \| Jito Kok \| Valladolid \| \| Hidde Roessink \| Dreamfield Dolphins \| \| Stefan Topalovic \| Akademik \| \| Alec Wintering \| Saenz Horeca Araberri \| \| Roel van Overbeek \| Basketbal Academie Limburg \| \| Ryan Richardson \| Weber State \| | Er zijn geen spelers vertrokken aangezien dit het eerste jaar van de Windmills is. |
| Speler | Komt van                                                                           |
| Bennet Koch | Northern Iowa Panthers                                                             |
| Shavon Coleman | Amicale                                                                            |
| Pim de Vries | New Heroes Basketball                                                              |
| Floris Versteeg | ZZ Leiden                                                                          |
| Jito Kok | Valladolid                                                                         |
| Hidde Roessink | Dreamfield Dolphins                                                                |
| Stefan Topalovic | Akademik                                                                           |
| Alec Wintering | Saenz Horeca Araberri                                                              |
| Roel van Overbeek | Basketbal Academie Limburg                                                         |
| Ryan Richardson | Weber State                                                                        |

## Voorbereiding
| 9 September 2018 17:00 | Dreamfields Dolphins | 46–49 | Dutch Windmills | Bemmel |  |
| 9 September 2018 17:00 |                      |       |                 |        |  |
| 9 September 2018 17:00 | {{{series}}}         |       |                 |        |  |
|                        |                      |       |                 |        |  |

## Gebeurtenissen
- 16 augustus 2018 - Ryan Richardson komt naar Dordrecht team compleet.[1]
- 9 augustus 2018 - Roel van Overbeek is een Windmill.[2]
- 3 augustus 2018 - Pim de Vries naar Dordrecht.[3]
- 1 augustus 2018 - Point Guard binnen, Alec Wintering is een Windmill.[4]
- 30 juli 2018 - Bennet Koch komt naar Nederland, Dordrecht.[5]
- 27 juli 2018 - Shavon Coleman eerste Amerikaan Dutch Windmills.[6]
- 16 juli 2018 - Stefan Topalovic komt naar Dordrecht.[7]
- 13 juli 2018 - Jong talent Hidde Roesink wordt een Windmill.[8]
- 11 juli 2018 - Jito Kok kiest voor Dutch Windmills.[9]
- 9 juli - Floris Versteeg tekent bij Dutch Windmills.[10]

Apollo Amsterdam · New Heroes Den Bosch  · Donar · Aris Leeuwarden · ZZ Leiden · Feyenoord Basketbal · BAL · Landstede Basketbal · Den Helder Suns · Dutch Windmills